# 平东镇 (海丰县)
平东镇，是中华人民共和国广东省汕尾市海豐縣下辖的一个乡镇级行政单位，1974年从公平镇分出建制镇。

## 行政区划
平东镇下辖以下地区：
日中社区居民委、坑口村、九龙村、茅陂村、平东村、大塘村、南门村、双墩村、谷兜村和新平村。